# فنزوزية
الفنزوزية أو الزموحية (الاسم العلمي: Julodinae)، فُصيلة حشرات خنفسية من رتبة غمديات الأجنحة وفصيلة الناصعات. تتغذى على اوراق شجر النخيل كمصدر رئيسي .تعيش بكثرة في السودان  . تحتوي على الأجناس التالية:
- آتا Semenov-Tian-Shanskij, 1906
- Amblysterna Saunders, 1871
- فنزوز صغير Semenov-Tian-Shanskij, 1871
- فنزوز Eschscholtz, 1829
- †فنزوز دقيق Haupt, 1950
- زموح حديث Kerremans, 1902
- Sternocera Eschscholtz, 1829